# 仲根紗央莉
仲根 紗央莉（なかね さおり、1993年7月5日 - ）は、劇団東俳内にあるTホープに所属していた女優である。特技は一輪車・なわとび・ダンス。

## 出演作

### テレビ番組
NHK総合・教育テレビ
- 連続ドラマ「お見合い放浪記」2-4話 （由寿）2002年
- 大河ドラマ「葵 徳川三代」38話（珠姫）2000年
- ドラマ家族模様「マッチポイント!」（冴子 幼少時）
- 教育テレビ「天才てれびくんワイド」（ミュージックてれびくん）2000年

日本テレビ・よみうりテレビ系列
- 「探偵家族」1話（恵子）2002年
- 「天国への階段」10話
- 「サイコドクター」4話
- 「明日があるさ スペシャル」（沙織）
- 「歓迎!ダンジキ御一行様」2001年
- 「愛犬ロシナンテの災難」10話
- Shin-D「20歳のエンゲージ」1999年
- 「奇跡の人」2-10話 （船山美希）1998年
- 「嗚呼!バラ色の珍生!!」

TBSテレビ・毎日放送系列
- 愛の劇場「一攫千金夢家族2」（杉浦舞）2003年
- 愛の劇場「一攫千金夢家族」（杉浦舞）2002年
- 金曜ドラマ「世界で一番熱い夏」（神ちえみ）2001年
- 「天国に一番近い男」（藤堂ちえみ）
- 月曜ミステリー劇場「探偵 左文字進3」（広松千春）
- 「P.S. 元気です、俊平」7-9話 （瀬戸朝香 幼少時）1999年

フジテレビ・関西テレビ系列
- 金曜エンタテインメント「黒田軟骨の女難」（花子）2001年
- 「ラブコンプレックス」（荒瀬シズク 幼少時）2000年
- 「パーフェクトラブ!」（リュウ太の娘）1999年
- 「救急ハート治療室」（冴 幼少時）
- 「世にも奇妙な物語〜5分後の女」1998年
- 「ハッピーマニア」
- 「美少女H (7) 〜六月の手袋」
- 「ナースのお仕事」1996年
- 金曜エンタテインメント「芸能界殺人相関図」（中田千秋 幼少時）

テレビ朝日・朝日放送系列
- 「救急戦隊ゴーゴーファイブ」43話（大橋梓）
- 土曜ワイド劇場「牟田刑事官事件ファイル」（鈴木美紀）
- 「はぐれ刑事純情派 第11シリーズ」（上野めぐみ）1998年

テレビ東京・テレビ大阪系列
- 「追跡!テレビの主役」130話（橋本聖子 幼少時）1997年

### 映画・ビデオ
- 東宝映画「17才 〜旅立ちのふたり〜」（吉田かなえ）2003年
- 東宝映画「クロスファイア」（淳子 幼女時代役）2000年
- 「いしのだなつよ プロモーションビデオ」（ビデオ）

### CM
- 「大成建設」2000年
- 「すし花子」（永谷園）
- 「カルピス」
- 「バンドエイド 低刺激タイプ」（ジョンソン・アンド・ジョンソン）
- 「味の素」
- 「家中ディグダ」（トミー）
- 「ハローキティ カプセルいっぱい」（トミー）